# Bar One
Bar One ou Bar•One est une barre chocolatée populaire inventée et fabriquée en Afrique du Sud par Nestlé et vendue en Afrique du Sud et en Inde. Elle est similaire aux barres anglaises Mars et se compose d'une couche de nougat malté avec une garniture au caramel et recouverte de chocolat au lait. En Afrique du Sud, il existe d'autres variantes, notamment une version Bar One Peanut et une version aromatisée au café.

## Production
Bar One a été fabriqué pour la première fois en Afrique du Sud en 1965, étant produit dans l'usine Nestlé à East London. En Inde, c'est l'une des cinq barres chocolatées les plus vendues.

## Produits dérivés
D'autres produits ont également été lancés sous la marque Bar One ou des plats populaires préparés à partir de la barre chocolatée.
- La crème glacée Bar One : une saveur de crème glacée populaire en Afrique du Sud.
- Le gâteau au chocolat Bar One : un gâteau préparé à partir des barres chocolatées[5].
- La sauce au chocolat Bar One : une sauce populaire préparée à la maison à partir du chocolat[6] ou achetée sous une marque de source fabriquée par Nestlé.
- Les céréales Bar One, fabriquées par Nestlé pour le marché sud-africain.